# Pont d'Engordany
El pont d'Engordany és un pont de la parròquia andorrana d'Escaldes-Engordany d'un sol arc sobre el riu de la Valira d'Orient, que uneix les poblacions de les Escaldes i Engordany. És un monument declarat Bé d'interès cultural.
La seva estructura és d'un sol arc, disposa de muralleta i té com a singularitat que és força asimètric a causa del desnivell dels dos extrems.